# Wada ukryta (film)

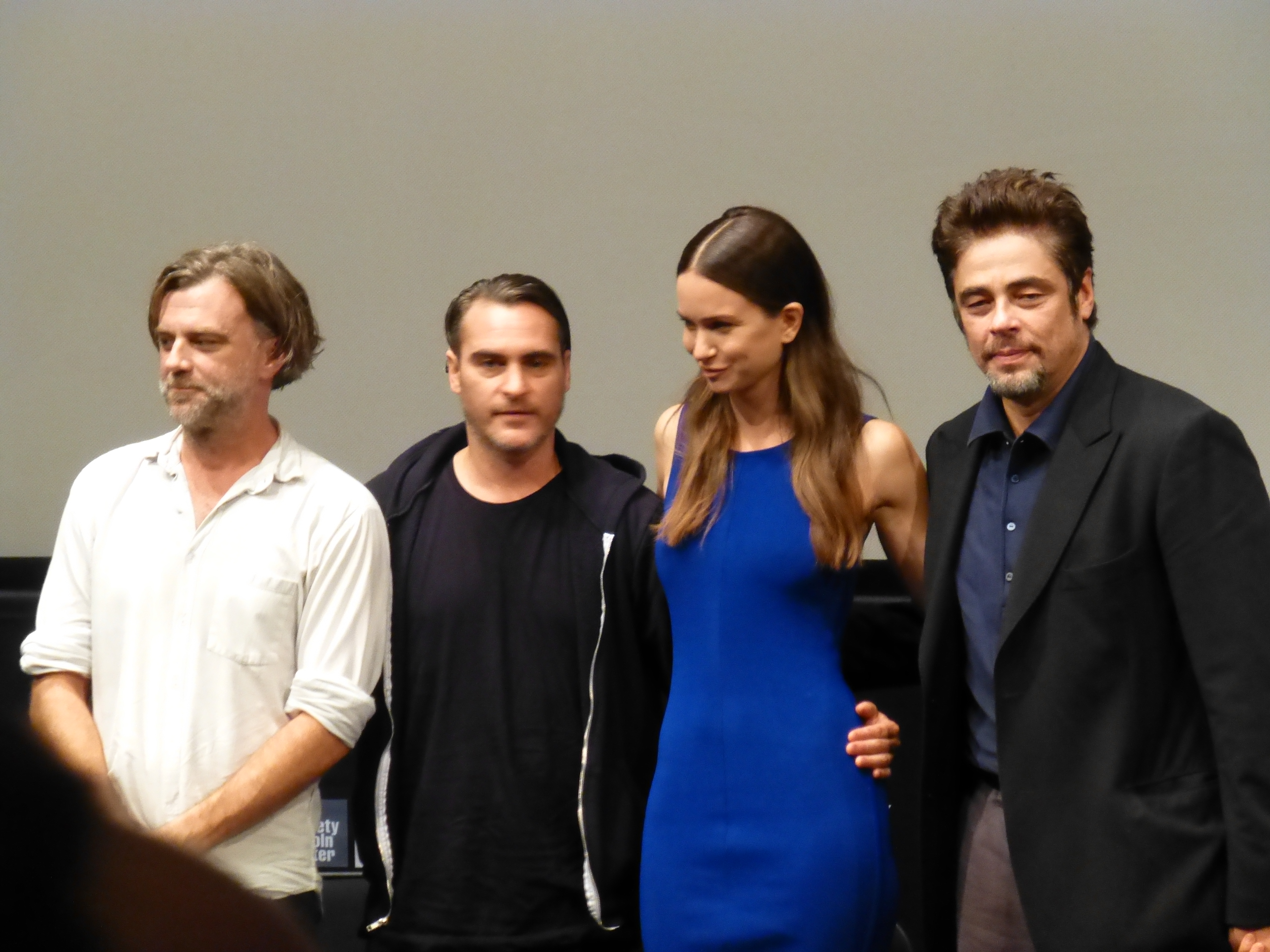
Anderson, Phoenix, Waterstone i del Toro na konferencji prasowej filmu

Wada ukryta – amerykański komediodramat kryminalny, z 2014 roku w reżyserii Paula Thomasa Andersona, na podstawie powieści Thomasa Pynchona, o tym samym tytule. W rolach głównych wystąpili: Joaquin Phoenix, Benicio del Toro, Josh Brolin, Katherine Waterston, Owen Wilson, Reese Witherspoon, Jena Malone. Film był nominowany do dwóch Oscarów.

## Fabuła
Detektyw Sportello (Phoenix) próbuje rozwikłać zawiłą intrygę, związaną m.in. z trójkątami miłosnymi, rynkiem nieruchomości i FBI.

## Obsada
| Aktor                  | Rola                                 |
| ---------------------- | ------------------------------------ |
| Joaquin Phoenix        | Larry „Doc” Sportello                |
| Benicio del Toro       | Sauncho Smilax                       |
| Josh Brolin            | det. Christian F. „Bigfoot” Bjornsen |
| Owen Wilson            | Coy Harlingen                        |
| Katherine Waterston    | Shasta Fay Hepworth                  |
| Reese Witherspoon      | Penny Kimball                        |
| Jena Malone            | Hope Harlingen                       |
| Joanna Newsom          | Sortilège                            |
| Jordan Christian Hearn | Denis                                |
| Hong Chau              | Jade                                 |
| Jeannie Berlin         | ciotka Reet                          |
| Maya Rudolph           | Petunia Leeway                       |
| Michael K. Williams    | Tariq Khalil                         |
| Michelle Sinclair      | Clancy Charlock                      |
| Martin Short           | Rudy Blatnoyd                        |
| Sasha Pieterse         | Japonica Fenway                      |
| Martin Donovan         | Crocker Fenway                       |
| Eric Roberts           | Michael Z. „Mickey” Wolfmann         |
| Serena Scott Thomas    | Sloane Wolfmann                      |

## Odbiór

### Box office
Budżet filmu wyniósł 20 milionów dolarów W Stanach Zjednoczonych film zarobił 8,1 miliona dolarów. W innych krajach zyski wyniosły 6,6 miliona USD, a łączny zysk 14,7 miliona.

### Krytyka w mediach
W serwisie Rotten Tomatoes 73% z 256 recenzji uznano za pozytywne, a średnia ocen wystawionych na ich podstawie wyniosła 7,2/10. Na portalu Metacritic film ma średnią ważoną ocen z 43 recenzji wynoszącą 81 na 100.